# Grzegorz Szamotulski
Grzegorz Szamotulski (Danzica, 13 maggio 1976) è un ex calciatore polacco, di ruolo portiere.

## Palmarès

### Club

#### Competizioni nazionali
- Coppa di Polonia: 1

Legia Varsavia: 1996-1997
- Supercoppa di Polonia: 1

Legia Varsavia: 1997